# Rhynchonereella petersii
Rhynchonereella petersii är en ringmaskart som först beskrevs av Langerhans 1880.  Rhynchonereella petersii ingår i släktet Rhynchonereella och familjen Alciopidae. Arten har ej påträffats i Sverige. Inga underarter finns listade i Catalogue of Life.